# Temple de la renommée du hockey slovène
Le Temple de la renommée du hockey slovène (slovène : Slovenski hokejski hram slavnih) honore les personnes ayant œuvré pour le hockey sur glace en Slovénie. Il a été fondé en 2007 à l'occasion du 80e anniversaire du hockey sur glace en Slovénie et du quinzième anniversaire de l'Équipe de Slovénie de hockey sur glace par la Fédération de hockey sur glace slovène.

## Membres
2007
- Ernest Aljančič sr.
- Jože Kovač
- Emil Ažman
- Erik Krisch
- Slavko Ažman
- Srdan Kuret
- Igor Beribak
- Franc Lešnjak
- Mustafa Bešič
- Dominik Lomovšek
- Andrej Brodnik
- Matko Medja
- Vasilij Cerar
- Janez Mlakar
- Boris Čebulj
- Drago Mlinarec
- Matevž Čemažar
- Murajica Pajič
- Hans Dobida
- Silvo Poljanšek
- Anton Dremelj
- Janko Popovič
- Jan Ake Edvinsson
- Cveto Pretnar
- Stane Eržen
- Ludvik Ravnik
- Rene Fasel
- Viktor Ravnik
- Albin Felc
- Andrej Razinger
- Eldar Gadžijev
- Drago Savič
- Tone Gale
- Matjaž Sekelj
- Jože Gogala
- Štefan Seme
- Marjan Gorenc
- Franc Smolej
- Edo Hafner
- Marko Smolej
- Gorazd Hiti
- Rudi Hiti
- Roman Smolej
- Dragan Stanisavljevič
- Bogo Jan
- Andrej Stare
- Ivo Jan senior
- Nebojša Stojakovič
- Milko Janežič
- Lado Šimnic
- Marjan Jelovčan
- Zvone Šuvak
- Brane Jeršin
- Toni Tišlar
- Vlado Jug
- Viktor Tišlar
- Ingac Kovač
- Ciril Vister
- Rudi Knez
- Matjaž Žargi

2008
- Božidar Beravs
- Tomaž Bratina
- Drago Horvat
- Peter Klemenc
- Sašo Košir
- Tomaž Košir
- Mirko Lap
- Tomaž Lepša
- Blaž Lomovšek
- Janez Puterle
- Joža Razingar
- Ivan Ščap
- Andrej Vidmar
- Franci Žbontar
- Roman Iskra
- Zoran Rozman
- Igor Zaletel
- Bogdan Jakopič
- Gabrijel Javor
- Bojan Kavčič
- Miloš Sluga
- Andrej Verlič
- Zlatko Pavlica

2012
- Elvis Bešlagič
- Robert Ciglenečki
- Dejan Kontrec
- Tomaž Vnuk
- Bojan Zajc
- Nik Zupančič
- Luka Žagar
- Zoran Pahor
- Marko Popovič
- Žarko Bundala
- Franc Ferjanič